# Ned Jarrett
Ned Jarrett (Newton (North Carolina), 12 oktober 1932) is een voormalig Amerikaans autocoureur. Hij is tweevoudig winnaar van de NASCAR Grand National Series. Dale Jarrett, winnaar van het NASCAR kampioenschap in 1999 is zijn zoon.

## Carrière
Jarrett begon zijn NASCAR-carrière 1953. In 1957 en 1958 won hij de Sportsman Series, een voorloper van de NASCAR Nationwide Series. In 1960 won hij vijf races uit de Grand National Series en eindigde voor de eerste keer in de top 10 van het kampioenschap. Hij werd vijfde. In 1961 won hij enkel één race maar dat was voldoende om het kampioenschap te winnen voor Rex White. In 1962 en 1963 won hij respectievelijk zes en acht races en werd derde en vierde in het kampioenschap. In 1964 won hij vijftien keer en eindigde hij op de tweede plaats na Richard Petty die zes races minder had gewonnen. Een jaar later won hij het kampioenschap voor een tweede keer. Hij won dertien keer dat jaar. In 1966 reed hij nog een onvolledig kampioenschap en besloot dan een punt te zetten achter zijn carrière. Later werd hij sportverslaggever voor onder meer CBS, ESPN en FOX.
In 1991 werd hij erelid van de International Motorsports Hall of Fame.